# 6806 Kaufmann
6806 Kaufmann è un asteroide della fascia principale. Scoperto nel 1960, presenta un'orbita caratterizzata da un semiasse maggiore pari a 2,4545389 UA e da un'eccentricità di 0,0933579, inclinata di 4,67574° rispetto all'eclittica.